# Rhêmes-Saint-Georges
Pour les articles homonymes, voir Rhêmes (homonymie), Saint-Georges, Saint Georges (homonymie) et Georges.
Rhêmes-Saint-Georges est une commune alpine du Val de Rhêmes, en Vallée d'Aoste, en Italie du Nord-Ouest, située dans le parc national du Grand Paradis, dans le moyen Val de Rhêmes.

## Géographie

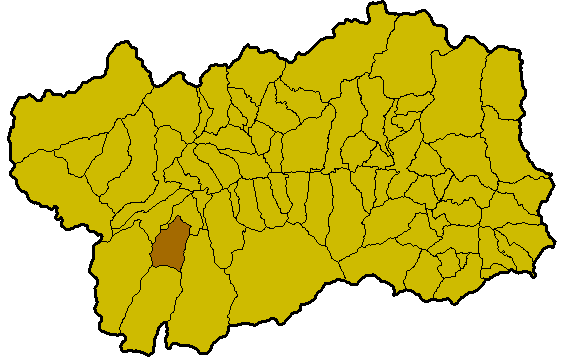
Localisation de la commune de Rhêmes-Saint-Georges à l'intérieur de la Vallée d'Aoste.

## Toponyme
Autrefois ce lieu était dénommé Voix, en raison de l'écho produit à cette hauteur par les parois de la vallée, opposé à Cyvoix, qui désignait le territoire de l'actuelle commune de Saint-Nicolas. Le mot grec Rhêma, qui désigne la vallée, signifie justement "voix". Après 1400 environ, la commune a pris le nom du Saint Patron, comme pour Saint-Nicolas.

## Histoire

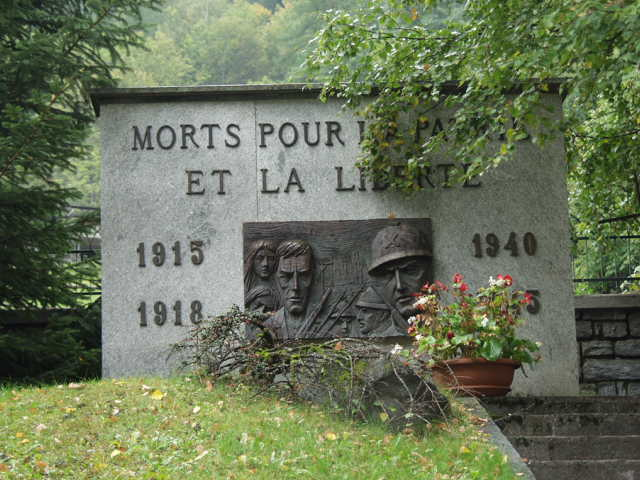
Monument dédié aux morts pour la Patrie durant la Seconde Guerre mondiale

En 1928, le gouvernement fasciste de Benito Mussolini réunit les deux communes de Rhêmes-Notre-Dame et de Rhêmes-Saint-Georges en une entité administrative unique sous le nom italianisé de Val di Rema.
Les deux communes ont été rétablies en 1946.

## Monuments et lieux d'intérêt

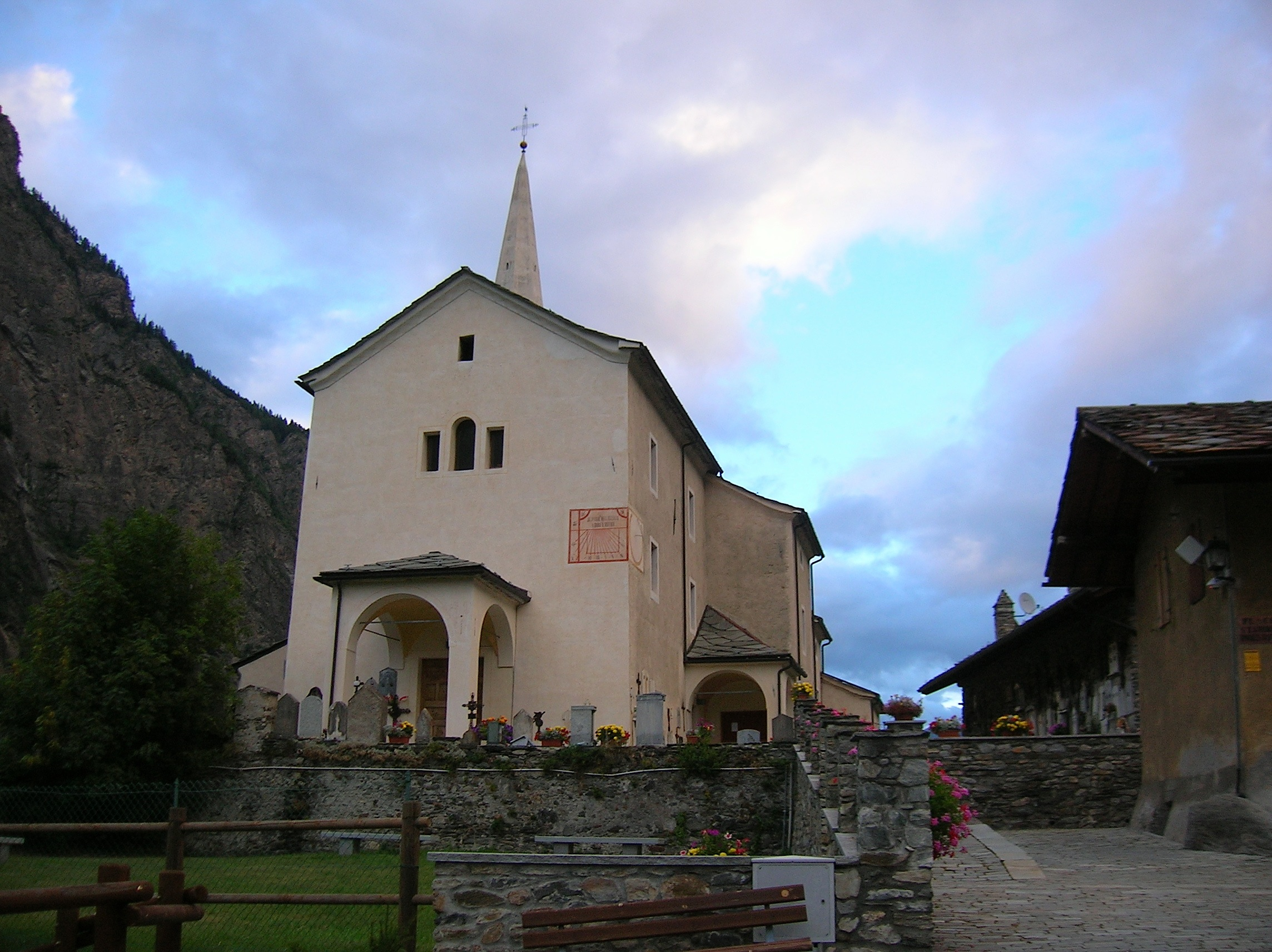
L'église paroissiale Saint-Georges, à Coveyrand.

- Le centre visiteurs du Parc national du Grand-Paradis ;
- La Maison Pellissier, centre polyvalent géré par la Fondation Grand-Paradis et par la commune de Rhêmes-Saint-Georges ;
- Lo Berlo, mot qui signifie « jeune chèvre » en valdôtain, espace d'apprentissage ludique pour enfants autour des produits alimentaires traditionnels locaux, du patois valdôtain et des animaux du parc national du Grand-Paradis.

## Personnalités liées à Rhêmes-Saint-Georges
- Victor Martin - poète[3] en patois valdôtain.

## Sport
Dans cette commune se pratique le palet, l'un des sports traditionnels valdôtains.

## Administration
| Période                                  | Période     | Identité      | Étiquette     | Qualité  |
| ---------------------------------------- | ----------- | ------------- | ------------- | -------- |
| 10 mai 2005                              | 24 mai 2010 | Laura Cossard |               | Syndique |
| 24 mai 2010                              | En cours    | Laura Cossard | Liste civique | Syndique |
| Les données manquantes sont à compléter. |             |               |               |          |

### Hameaux
Cachoz, Coveyrand (chef-lieu), Créton, Frassiney, La Fabrique, Les Cris, Les Cloux, La Barmaz, Mélignon, Mougnoz, Proussaz, Sarral, Vieux, Voix

### Communes limitrophes
Arvier, Introd, Rhêmes-Notre-Dame, Valgrisenche, Valsavarenche